# Porphyrinia cochylioides
Porphyrinia cochylioides är en fjärilsart som beskrevs av Achille Guenée 1852. Porphyrinia cochylioides ingår i släktet Porphyrinia och familjen nattflyn. Inga underarter finns listade i Catalogue of Life.